# Бруно Мендес
Бруно Мендес (ісп. Bruno Méndez, нар. 10 вересня 1999, Монтевідео) — уругвайський футболіст, захисник іспанської «Гранади» та національної збірної Уругваю.

## Клубна кар'єра
Народився 10 вересня 1999 року в місті Монтевідео. Вихованець футбольної школи клубу «Монтевідео Вондерерс». 19 листопада 2017 року в матчі проти «Рампла Хуніорс» він дебютував у уругвайській Прімері. 21 жовтня 2018 року в поєдинку проти столичного «Рівер Плейта» Бруно забив свій перший гол за рідний клуб. Загалом провів у рідній команді два сезони, взявши участь у 27 матчах чемпіонату.
8 лютого 2019 року Мендес перейшов у бразильський «Корінтіанс».
26 грудня 2023 року «Гранада» оголосила про перехід Мендеса до її складу з 1 січня 2024 року.

## Виступи за збірні
У складі молодіжної збірної Уругваю поїхав на молодіжний чемпіонат світу.
16 листопада 2018 року в товариському матчі проти Бразилії Мендес дебютував у складі збірної Уругваю.
| Дата       | Місто    | Господарі | Результат | Гості   | Турнір           | Голи | Примітки |
| ---------- | -------- | --------- | --------- | ------- | ---------------- | ---- | -------- |
| 16-11-2018 | Лондон   | Бразилія  | 1 – 0     | Уругвай | товариський матч | -    |          |
| 20-11-2018 | Сен-Дені | Франція   | 1 – 0     | Уругвай | товариський матч | -    | 82'      |
| Усього     |          | Матчів    | 2         |         | Голів            | 0    |          |

## Титули і досягнення
- Срібний призер Південноамериканських ігор: 2018